# Sympatrie
Sympatrie znamená původ několika druhů nebo populací organizmů ze stejného geografického území a zároveň jejich soužití na daném území. Organismy se zde setkávají, a pokud jim nebrání genetická bariéra, navzájem se kříží.
Jednotlivé části pojmu sympatrie mají ve starořečtině tento význam: předpona sym- (nebo také sún-, syn-) znamená plus, s, spolu, dohromady; pátrā znamená otčina, vlast, rodiště, domovina; celé kompozitum znamená: „společné rodiště“.
Pokud se původní druhy nebo populace křížením rozdělí na více odlišných druhů nebo populací na témže území, jedná se o sympatrickou speciaci.
Existují také:
- Alopatrie (ve starořečtině: állos = jiný, ostatní, opačný atd.): znamená, že se druhy organizmů vyskytují v geograficky naprosto oddělených a odlišných oblastech, které se nepřekrývají ani spolu nesousedí.
- Parapatrie (ve starořečtině: pará = vedle, blízko, při, u atd.): znamená, že se geografické oblasti výskytu organizmů nepřekrývají a jen spolu sousedí úzkým pásmem, ve kterém se organizmy setkávají, ale toto pásmo spolu nesdílejí a spolu se nekříží.
- Peripatrie (ve starořečtině: perí = okolo, kolem). O peripatrii mluvíme, pokud spolu oblasti výskytu organizmů sousedí, ale nepřekrývají se a jsou oddělené místem, kde se ani jeden z těchto organizmů nevyskytuje.